# Třída Wicher
Třída Wicher byla třída torpédoborců polského námořnictva. Tvořily ji dvě jednotky postavené v letech 1927-1932 ve Francii na základě vylepšené verze tamní třídy Bourrasque. Byly to první moderní velké válečné lodě polského námořnictva.
Obě lodě bojovaly v druhé světové válce. Torpédoborec Burza byl krátce před německou invazí do Polska odeslán do Velké Británie, během války především doprovázel spojenecké konvoje a v poválečném polském lidovém námořnictvu sloužil až do roku 1960. Druhá jednotka Wicher byla potopena 3. září 1939 v helském přístavu čtyřmi zásahy německých bombardérů.

## Stavba

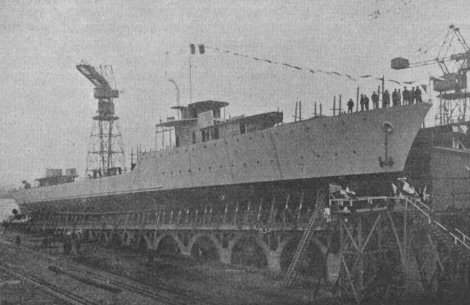
ORP Burza v loděnici

Stavba dvou torpédoborců této třídy byla objednána roku 1926. Obě jednotky v letech 1927-1932 postavily francouzské loděnice Chantiers Naval Français v Caen.
Jednotky třídy Wicher:
| Jméno      | Založení kýlu | Spuštěna         | Dokončení         | Status                                   |
| ---------- | ------------- | ---------------- | ----------------- | ---------------------------------------- |
| ORP Wicher | 1927          | 8. července 1928 | 13. července 1930 | potopen 3. září 1939                     |
| ORP Burza  | 1927          | 16. dubna 1929   | 10. srpna 1932    | vyřazen 31. května 1960, sešrotován 1976 |

## Konstrukce

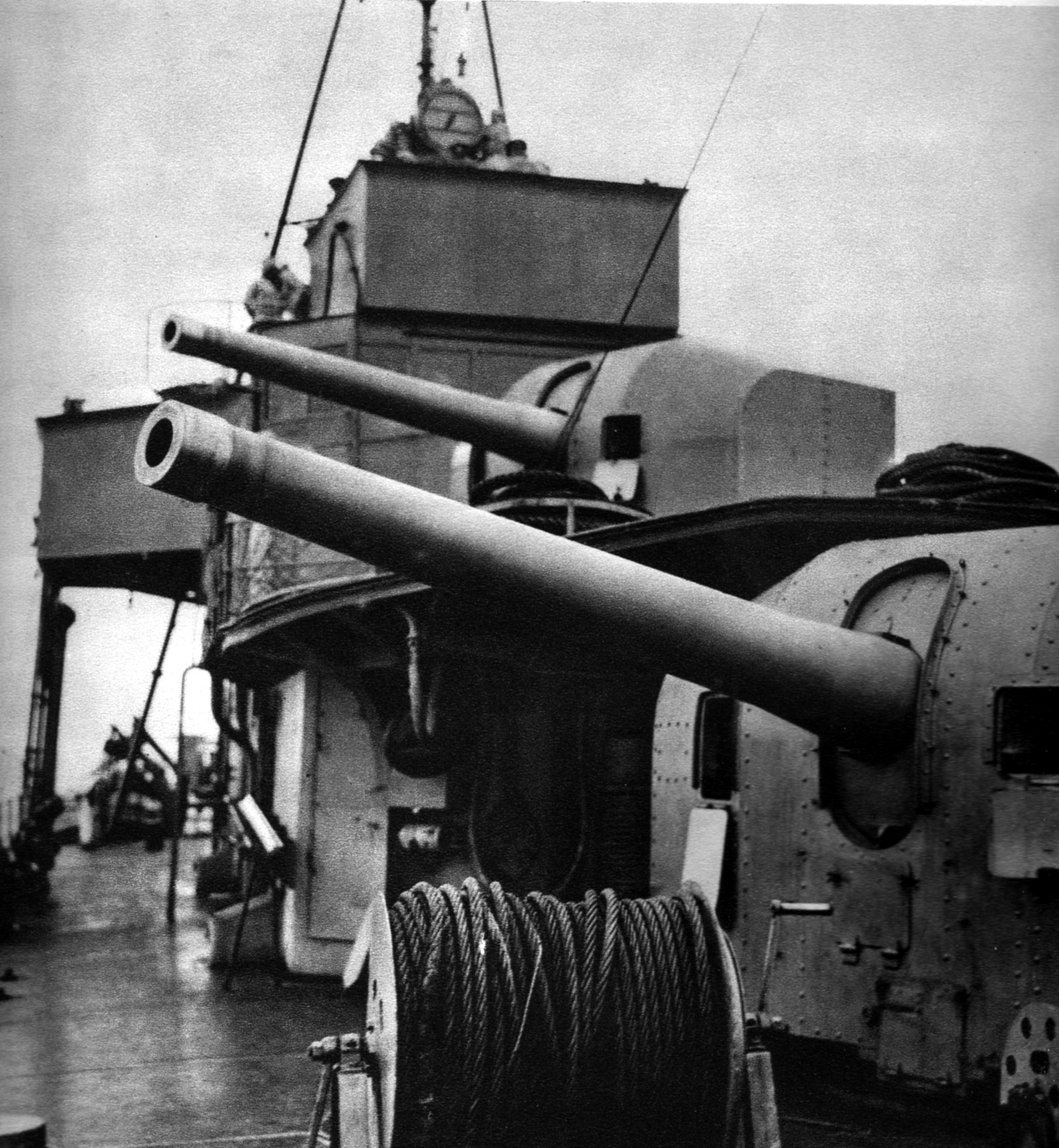
Dělové věže torpédoborce Wicher

Hlavní výzbroj po dokončení tvořily čtyři 130mm kanóny v jednodělových věžích. Protiletadlovou výzbroj tvořily dva 40mm kanóny Bofors a čtyři 13,2mm kulomety Hotchkiss. Loď dále nesla dva trojhlavňové 550mm torpédomety. V případě potřeby mohla nést 60 námořních min. Pohonný systém tvořily dvě parní turbíny a tři tříbubnové kotle. Nejvyšší rychlost dosahovala 33 uzlů.
Torpédoborec Burza byl roku 1942 modifikován pro lepší plnění eskortních úkolů. Počet jeho 130mm kanónů se snížil na polovinu. Protiletadlová výzbroj naopak zesílila na jeden 76mm kanón, čtyři 40mm kanóny, čtyři 20mm kanóny a čtyři 13,2mm kulomety. Rovněž počet torpédometů byl snížen na polovinu, loď ale dostala čtyři vrhače a dvě skluzavky pro svrhávání hlubinných pum.

## Operační služba
Obě lodě bojovaly v druhé světové válce. Wicher byl už třetí den války potopen německými bombardéry v helském přístavu.
Služba jeho sesterské lodě Burza byla mnohem delší. V předvečer německé invaze do Polska polské námořnictvo uskutečnilo operaci Peking, v jejímž rámci přesunulo torpédoborce Błyskawica, Grom a Burza do Velké Británie. Torpédoborce tak unikly osudu Wicheru a většiny ostatních polských plavidel na Baltu. Torpédoborec Burza v dalším průběhu války sloužil zejména jako protiponorkové plavidlo (v roce 1942 proto byla modifikována jeho výzbroj). Úspěchu posádky Burze dosáhla 22. února 1943 kdy během doprovodu konvoje ON-166 přinutila k vynoření německou ponorku U 606. Ponorku následně dorazil kutr americké pobřežní stráže třídy Treasury USCGC Campbell.

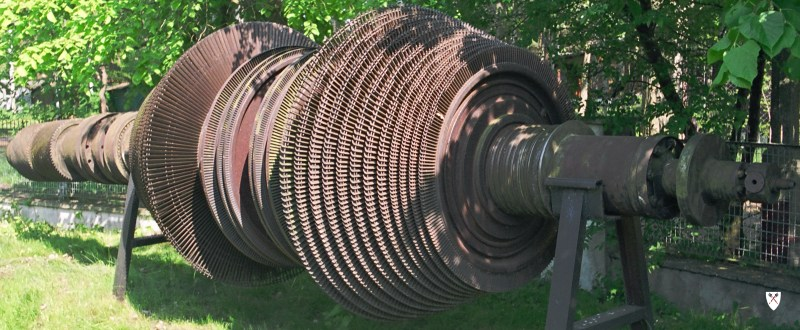
Část turbíny z vraku torpédoborce Wicher

Bezprostředně po válce Burza nebyla v příliš dobrém technickém stavu. Do Polské lidové republiky se loď vrátila roku 1951 a následně musela být rekonstruována. Do služby vstoupila s novou výzbrojí sovětské provenience. Tvořily ji čtyři 100mm kanóny ve dvou dvoudělových věžích, osm 37mm kanónů, čtyři vrhače a jedna skluzavka hlubinných pum. Ze služby byla loď vyřazena roku 1960. Poté sloužila jako muzeum. Její technický stav ale nebyl dobrý a proto ji v této funkci roku 1976 nahradil torpédoborec Błyskawica. V následujícím roce byl letitý torpédoborec Burza sešrotován.